# Recupero crediti stragiudiziale
Il recupero crediti stragiudiziale è un'attività svolta da soggetti professionisti, in possesso di specifica licenza, diretta al recupero dei crediti a beneficio dei propri clienti.
Per svolgere l'attività di recupero crediti è necessario: l'esercizio organizzato ed abituale dell'attività a titolo professionale, la prestazione dell'opera a chiunque ne faccia richiesta, l'effettuare un'attività di intermediazione (ovvero non agiscono per recuperare propri crediti, ma crediti di altri soggetti).
La domanda diretta ad ottenere la licenza per esercitare l'attività di agenzie di recupero stragiudiziale, può essere presentata alla Questura o al SUAP, che successivamente procede a trasmetterla alla Questura competente.
Il recupero crediti stragiudiziale si differenzia dal recupero giudiziale in quanto il soggetto che recupera il denaro non può costringere il debitore all'adempimento, ma si deve limitare ad un'attività di persuasione e convincimento.
Il recupero crediti giudiziale al contrario può essere effettuato soltanto da avvocati o società tra avvocati iscritte presso l'ordine degli avvocati. 
Su impulso di apposito soggetto abilitato può prendere avvio l'attività di coercizione ed espropriazione forzata dei beni del debitore che è riservata a soggetti investiti di un pubblico potere (ufficiale giudiziario) e può essere effettuata solo in presenza di un titolo esecutivo (sentenza, cambiale, ecc.).
L'esercizio del recupero stragiudiziale può essere svolta essenzialmente in tre forme: epistolare, telefonico, esattoriale.
Il recupero in forma epistolare consiste essenzialmente nell'invio di lettere di messa in mora in cui si sollecita in debitore a provvedere al pagamento
Il recupero in forma telefonica consiste nell'effettuare numerose telefonate al debitore tentando di instaurare con lo stesso un dialogo volto a concordare il pagamento del debito.
Il recupero in forma esattoriale: consiste nell'invio presso il domicilio del debitore di un soggetto munito di apposita autorizzazione affinché provveda ad incassare dal debitore le somme dovute.